# Бізуша-Бей
Бізуша-Бей (рум. Bizușa-Băi) — село у повіті Селаж в Румунії. Входить до складу комуни Ілянда.
Село розташоване на відстані 376 км на північний захід від Бухареста, 45 км на північний схід від Залеу, 62 км на північ від Клуж-Напоки.

## Населення
За даними перепису населення 2002 року у селі проживали 79 осіб, усі — румуни. Усі жителі села рідною мовою назвали румунську.